# Nazionale maschile di calcio del Bhutan
La nazionale di calcio del Bhutan è la rappresentativa maschile di calcio controllata dalla Federazione calcistica del Bhutan, che rappresenta il regno del Bhutan nelle principali competizioni internazionali. Fondata nel 1983, si è affiliata alla FIFA nel 2000.
L'esigua estensione territoriale, la scarsa popolazione e il tasso tecnico residuale della pratica calcistica bhutanese fanno della nazionale una delle meno competitive a livello internazionale: a novembre 2017 essa vantava sole sei vittorie in partite ufficiali e una differenza reti in passivo di oltre 200 segnature. Di riflesso non si è mai qualificata per la fase finale della Coppa del Mondo o della Coppa d'Asia (spesso non partecipando nemmeno alle qualificazioni) e ha ottenuto solo alcune apparizioni ai Giochi dell'Asia meridionale e nella Coppa della Federazione calcistica dell'Asia meridionale. 
La nazionale del Bhutan staziona permanentemente nelle posizioni di rincalzo del ranking FIFA: ha più volte occupato l'ultimo posto e non si è mai spinta oltre il 177°. Ad aprile 2021 si è attestata in 187ª posizione.
Sede delle gare interne è lo stadio Changlimithang della capitale Thimphu.

## Storia
La storia della nazionale bhutanese si caratterizza per una grande discontinuità nelle attività: ha giocato pochissime partite, quasi tutte amichevoli, e si è iscritta a sole due edizioni delle qualificazioni asiatiche del Campionato mondiale di calcio (nel 2010,nel 2022 e nel 2026 ove si ritirò al primo turno, e nel 2018, terminando la corsa al secondo turno) e a due della Coppa d'Asia (nel 2000 e nel 2004, senza mai riuscire a qualificarsi alla fase finale).

### L'altra finale
Il 30 giugno 2002, in concomitanza con la finale dei campionati del mondo di calcio Brasile - Germania, Bhutan (penultima del ranking FIFA) e Montserrat (ultima nel ranking) diedero vita ad una curiosa sfida, denominata The Other Final (L'Altra Finale) per stabilire la squadra nazionale più debole del pianeta. L'incontro, giocato a Thimphu, nello stadio Changlimithang, finì 4-0 per il Bhutan.

### Qualificazioni al Mondiale 2018
Nel 2015 la nazionale bhutanese s'iscrive per la seconda volta nella sua storia alle qualificazioni per il campionato del mondo, in vista dell'edizione di Russia 2018. Occupando la 209ª e ultima posizione nel ranking FIFA (e di conseguenza anche nella graduatoria AFC) la selezione parte dal primo turno ad eliminazione diretta, ove viene sorteggiata contro lo Sri Lanka. Nella gara d'andata, disputata a Colombo il 12 marzo 2015, il Bhutan ottiene a sorpresa la sua prima vittoria in una gara valida ai fini della Coppa del mondo (0-1, con gol realizzato dal centrocampista ventunenne Tshering Dorji a pochi minuti dal termine). La vittoria viene bissata nel match di ritorno, giocato il 17 marzo 2015 a Thimphu, ove il Bhutan s'impone nuovamente per 2-1 (con una doppietta di Chencho Gyeltshen) e si garantisce il passaggio del turno.
Il cammino dei dragoni gialli si conclude tuttavia nella seconda fase di qualificazione, ove la selezione bhutanese viene inserita nel girone C, chiudendolo all'ultimo posto (con 8 sconfitte su altrettante partite e 52 gol subìti contro 5 realizzati). Nelle qualificazioni al campionato mondiale di calcio 2022, nel primo turno preliminare, vince 1-0 all'andata ma perde 0-5 al ritorno contro Guam.

## Partecipazioni ai tornei internazionali

### Campionato del mondo
- Dal 1930 al 2006 - Non partecipante
- 2010 - Ritirata
- 2014 - Non partecipante
- dal 2018 al 2026 - Non qualificata

### Coppa d'Asia
- Dal 1956 al 1996 - Non partecipante
- Dal 2000 al 2004 - Non qualificata
- Dal 2007 al 2015 - Non partecipante

### Coppa della Federazione calcistica dell'Asia meridionale
- 1993 al 1999 - Non partecipante
- 2003 al 2005 - Primo turno
- 2008 - Semifinalista
- 2009 - Primo turno

### AFC Challenge Cup
- 2006 - Primo turno
- 2008 - Non qualificata
- 2010 - Non qualificata

## Rosa attuale
Lista dei giocatori convocati per la Coppa della federazione calcistica dell'Asia meridionale 2013 in Nepal dal 31 agosto 2013 all'11 settembre 2013.
| 1  | P | Hemlal Bhattrai   | 1º novembre 1993  | 4  | 0 | Druk Stars    |  |  |
| 12 | P | Migma Tshering    | 14 settembre 1987 | 0  | 0 | Phuentsholing |  |  |
| 13 | P | Leki Dukpa        | 9 dicembre 1989   | 8  | 0 | Thimphu City  |  |  |
|    |   |                   |                   |    |   |               |  |  |
| 2  | D | Pema Rinchen      | 20 febbraio 1986  | 30 | 0 | Dzongree      |  |  |
| 3  | D | Man Gurung        | 15 settembre 1993 | 0  | 0 | Ugyen Academy |  |  |
| 4  | D | Pema Dorji        | 5 luglio 1985     | 8  | 0 | Yeedzin       |  |  |
| 14 | D | Kinley Tenzin     | 5 gennaio 1992    | 2  | 0 | Yeedzin       |  |  |
|    |   |                   |                   |    |   |               |  |  |
| 6  | C | Nima Sangay       | 1º gennaio 1984   | 11 | 1 | Drukpol       |  |  |
| 7  | C | Karun Gurung      | 9 giugno 1986     | 4  | 0 | Thimphu City  |  |  |
| 5  | C | Passang Tshering  | 16 luglio 1983    | 15 | 2 | Thimphu City  |  |  |
| 8  | C | Tshering Dorji    | 10 settembre 1993 | 3  | 0 | Thimphu City  |  |  |
| 9  | C | Thinley Dorji     | 5 maggio 1990     | 3  | 0 | Yeedzin       |  |  |
| 10 | C | Ratu Dorji        | 6 agosto 1981     | 3  | 1 | Yeedzin       |  |  |
| 15 | C | Ugyen Dorji       | 23 dicembre 1992  | 0  | 0 | Thimphu City  |  |  |
| 16 | C | Sonam Yoezer      | 24 ottobre 1994   | 0  | 0 | Yeedzin       |  |  |
| 17 | C | Chencho Nio       | 3 marzo 1986      | 9  | 1 | Yeedzin       |  |  |
| 18 | C | Tshering Wangdi   | 27 giugno 1991    | 0  | 0 | Yeedzin       |  |  |
|    |   |                   |                   |    |   |               |  |  |
| 19 | A | Dawa Gyeltshen    | 7 giugno 1986     | 7  | 2 | Yeedzin       |  |  |
| 20 | A | Biren Basnet      | 20 ottobre 1994   | 1  | 0 | Thimphu City  |  |  |
| 11 | A | Yeshey Dorji      | 2 gennaio 1989    | 5  | 1 | Yeedzin       |  |  |
| 21 | A | Chencho Gyeltshen | 15 dicembre 1996  | 0  | 0 | Yeedzin       |  |  |
| 22 | A | Sonam Tenzin      | 1º gennaio 1978   | 0  | 0 | Drukpol       |  |  |
| 23 | A | Diwash Subba      | 9 marzo 1989      | 1  | 0 | Yeedzin       |  |  |